# Бердыбай, Азамат Рахманкулулы
Азамат Рахманкулулы Бердыбай (каз. Азамат Рахманқұлұлы Бердібай; род. 30 июля 1963, Алма-Ата, Казахская ССР) — казахстанский государственный деятель, дипломат. Дипломатический ранг — Чрезвычайный и Полномочный Посол.

## Биография
Родился 30 июля 1963 года в Алма-Ате.
В 1987 году окончил Казахский государственный университет имени С. М. Кирова по специальности «филолог, преподаватель арабского языка, казахского языка и литературы».
С 1990 по 1992 годы — преподаватель арабского языка в КазГУ имени С. М. Кирова.
В системе Министерства иностранных дел Казахстана (МИД РК) с 1992 года, работал на различных дипломатических должностях в центральном аппарате, начиная с третьего секретаря до заместителя директора департамента стран Азии.
В 1996—1999 годах и 2002—2006 годах — первый секретарь, советник, советник-посланник посольства Казахстана в Саудовской Аравии.
С октября 2006 годах — генеральный консул Казахстана в Дубае и северных эмиратах ОАЭ.
С апреля 2007 года — Чрезвычайный и полномочный посол Казахстана в Государстве Катар.
С 2014 по 2019 годах — Чрезвычайный и полномочный посол Казахстана в Иорданском Хашимитском Королевстве.
В 2015—2019 годах Чрезвычайный и полномочный посол Казахстана в Республике Ирак, Ливанской Республике, Государстве Палестина по совместительству.
С октября 2020 года по 5 июля 2025 года — Чрезвычайный и Полномочный Посол Республики Казахстан в Государстве Кувейт.